# Elezioni parlamentari in Suriname del 2015
Le elezioni parlamentari in Suriname del 2015 si tennero il 25 maggio per il rinnovo dell'Assemblea nazionale.

## Risultati
| Liste                                            | Voti    | %     | Seggi |
| ------------------------------------------------ | ------- | ----- | ----- |
| Partito Democratico Nazionale                    | 117 751 | 45,46 | 26    |
| V7 (VHP - NPS - SPA - DA '91 - PL - BEP)         | 96 584  | 37,29 | 18    |
| A-Combinatie (KTPI - ABOP - PDO)                 | 27 314  | 10,54 | 5     |
| Democrazia e Sviluppo nell'Unità                 | 11 168  | 4,31  | 1     |
| Unione Progressista degli Operai e dei Contadini | 1 735   | 0,67  | 1     |
| Altri                                            | 4 478   | 1,73  | –     |
| Totale                                           | 259 030 | 100   | 51    |